# Бамиан (провинция)
Бамиа́н (пушту ‎и дари بامیان — Bāmiyān) — вилаят Афганистана, расположен в центральной части страны. На западе граничит с вилаятом Гор, на северо-западе — с вилаятом Сари-Пуль, на севере — с вилаятом Саманган, на севере-востоке — с вилаятом Баглан, на востоке — с вилаятом Парван, на юго-востоке — с вилаятом Вардак, на юге — с вилаятами Дайкунди и Газни.

## География
Здесь находится первый национальный парк страны — Банде-Амир, известный бирюзовыми озёрами на склонах хребта Гиндукуш, и заповедник долины Аджара.

## История
Основной достопримечательностью вилаята являются Бамианские статуи Будды, свидетельствующие, что до распространения ислама этот край был центром буддизма.

## Административное деление

Районы Бамиана

Бамиан делится на семь районов:
- Бамиан;
- Варас;
- Кахмард;
- Панджаб;
- Сайган;
- Шибар;
- Якауланг.

## Население
Преобладающее население — таджики. Также в провинции живут другие этнические группы Афганистана.

## Населённые пункты
- п. Дарнош;
- п. Додар;
- п. Кагор;
- п. Лагки;
- п. Пайин-Баж;
- п. Рави-Санг.